# 郭钦 (西汉)
郭钦（?—?），右扶风隃麋县（今陕西省千阳县）人，西汉官员。
郭钦在汉哀帝时担任丞相司直，执法不阿。鲍宣担任豫州牧，出行视察郡县，所察的规定繁琐苛刻，越出六条规定。鲍宣被郭钦上奏免职。又上奏免职京兆尹薛修等人。因为弹劾汉哀帝宠臣董贤，被降职担任卢奴县令。汉平帝时郭钦担任南郡太守。后来王莽执政，郭钦因病辞官，回到乡里。